# Álvaro Costa
Álvaro Costa (Porto, 29 de Agosto de 1959), de seu nome completo Álvaro Manuel de Sousa e Costa, é um locutor e apresentador português de rádio e televisão.  É também DJ e comentador de música e desporto e outras formas de cultura popular. Considera-se um "comentador pop".

## Biografia
Álvaro Costa nasceu no Porto em 1959. Aos 9 anos a família mudou-se para Vila do Conde. Aos 19 anos ingressou na Faculdade de Letras da Universidade do Porto. Entre 1985 e 1988 viveu em Londres.
Começa na Rádio Porto (inicialmente Programa 3 da RDP e mais tarde Rádio Comercial Norte), onde tinha um programa nas tardes de Sábado.  Escreveu um livro sobre David Bowie, em co-autoria com  Fernando Costa e Francisco Pacheco, para a colecção "rock On" da editora Centelha (1ª edição 1983, 2ª 1984). Em 1984 envolve-se no apoio a actividades musicais no edifício da Cruz Vermelha, em Massarelos, que chamam a atenção do semanário Se7e.
Na RTP 2 apresenta inicialmente, ainda com pouco impacto, o programa "Rock Em Português". Depois apresenta o programa "Videopólis" transmitido inicialmente de 2 de julho 1985 a 7 de outubro de 1986.
Vai para Londres onde trabalha no canal "Music Box" onde apresentou o programa "Via Rápida", feito para a RTP, cuja estreia ocorreu no dia 20 de setembro de 1988. Colabora igualmente com a secção portuguesa da BBC onde trabalhou com nomes como José Bastos, José Rodrigues dos Santos e Fernando Sousa.
Entra para a Rádio Energia em 1991 e faz peças sobre cinema na SIC. Desloca-se aos Estados Unidos da América de forma a arrancar com o projecto "Energia Boulevard" acabando por ficar lá durante três anos.
Já na Antena 3 apresenta os programas "Drive-In" e "Radio Hollywood".
Trabalha na Rádio Nova a partir de 2001 onde apresenta o programa "Bom Dia Porto" e "Aero.Porto Internacional". 
Em 2003 regressa à RDP onde apresenta o programa "Porto de Abrigo" e emissões especiais, na Antena 1, e o talk show "Bons Rapazes", com Miguel Quintão, na Antena 3.
Apresenta depois "Alvaro.com" (Antena 1), o programa de Televisão Liga dos Últimos (RTPN/RTP1) e "Top dos Tops" (RTP Memória). Por detrás das câmaras colabora em "XPTO" da RTPN, com Ana Rita Clara e Cristina Alves.
Inicia novos projetos como ACN Radio (em que a rádio é usada na era da internet) e ACT TV.
Apresenta o programa "Portugal 3.0" inicialmente apenas na rádio (Antena 3) e depois também na RTP2.
Em 2015 passa a apresentar o programa "A3C" também na Antena 3 e assina a rubrica "E se o 6 fosse o 9?". Em 2016, regressa com Miguel Quintão aos "Bons Rapazes".
Participa no programa "Traz para a Frente" da RTP Memória onde é um dos membros do painel.
Em 2016 teve um problema de saúde  que moderou o seu ritmo mas não o seu entusiasmo. Após um período de repouso, retorna em janeiro de 2017 aos comandos dos "Bons Rapazes" com Miguel Quintão. E pouco depois regressa igualmente ao painel do "Traz para a Frente" novamente com Inês Lopes Gonçalves, Júlio Isidro, Nuno Markl e Fernando Alvim. 
Em Junho de 2017 dá uma entrevista de "carreira" ao Observador. 
No início de 2018 é estreado na RTP Internacional o programa "Lusa Musicbox", com apresentação de Álvaro Costa e Isabel Angelino, que procurava  mostrar o que de melhor se fazia na música do mundo lusófono. Do hard-rock ao fado, dos blues ao country.
Em 13 de janeiro de 2019 inicia uma nova colaboração com Nuno Galopin no programa "Páginas Amarelas" que visa recuperar as memórias da cultura pop nos domingos à noite da Antena 3.

## Programas de Rádio
- Drive In (Antena 3)
- Radio Hollywood (Antena 3)
- Bom dia Porto (Rádio Nova) [2001 ?]
- Aero-Porto  Internacional  (Rádio Nova) [? 2002]
- Porto de Abrigo (Antena 1)
- Bons Rapazes (Antena 3) [2013; 2016-...][1]
- Álvaro.com (Antena 1/Antena 3)
- Portugal 2.0 (Antena 1)
- Portugal 3.0 (Antena 3)[2]
- A3C (Antena 3) [2015-2016]
- E se o 6 fosse 9 (rubrica do programa da manhã da Antena 3) [2016]
- Páginas Amarelas (Antena 3) [2019]

## Programas de TV
- Rock Em Português (RTP 2)[2]
- Videopolis (RTP 2)[2]
- Via Rápida (RTP 2/Music box)[2]
- Liga dos Últimos (RTPN e RTP)[1]
- Top dos Tops (RTP Memória)[1]
- Grande Área (RTP Informação)[1]
- Planeta Música (RTP 1 - rúbrica ACDC "Álvaro Costa Diz Coisas")[1]
- Portugal 3.0 (RTP 2) [2015-2016]
- Online 3 (RTP3) [2016]
- Traz para a Frente (RTP Memória - membro do painel) [2016-...]
- Lusa Music Box (RTP Internacional) [2018]

## Programas na Web
- ACNN (web)
- PORTOnication (web)